# 瑞吉·葛文
瑞奇·迪恩·热维斯（英語：Ricky Dene Gervais，/dʒərˈveɪz/；1961年6月25日—）是一位英国喜剧演员、演员、导演、制作人、编剧和音乐家。
热维斯的事业从音乐界开始。1980年代时，热维斯是双人流行组合Seona Dancing的成员，还为乐队担任经纪人。之后热维斯进入喜剧界发展。1998年至2000年间，热维斯加入了第四频道的喜剧节目“The 11 O'Clock Show”。2000年，热维斯在第四频道开始了自己的脱口秀节目“Meet Ricky Gervais”；一年后主演了BBC电视剧《办公室风云》，大获成功。之后的2005年，他又主演了另一部电视剧《临时演员》。这两部电视剧都是由热维斯和斯蒂芬·默切特共同担任编剧和导演。热维斯和默切特还共同制作了《办公室风云》的美国版本《辦公室》。
热维斯还参演过好莱坞电影《鬼镇》和《布偶大电影之最高通缉》，还为自己主演的电影《谎言的诞生》担任编剧、导演。他举行过四次单口喜剧巡回演出，创作了儿童图书《Flanimals》系列。热维斯还与斯蒂芬·默切特、卡尔·皮尔金顿共同制作了广播节目《瑞奇·热维斯秀》（The Ricky Gervais Show）以及多部衍生作品。热维斯还曾于2010、2011、2012、2016和2020年五度主持金球奖颁奖典礼。
热维斯曾获得过7次英国电影学院奖，5次英国喜剧奖，3次金球奖，2次黄金时段艾美奖以及一次美國演員工會獎提名。2007年，热维斯被第四频道票选为“100位最伟大的单口喜剧演员”第11名，2010年又被票选为第3名。2010年，热维斯被《时代》杂志评选为当年的时代百大人物之一。

## 獲獎紀錄
- 2006年 黃金時段艾美獎最佳喜劇· 辦公室瘋雲 (美國電視劇)
- 2007年 黃金時段艾美獎喜劇類最佳男主角
- 2007年 美國編劇工會獎喜劇類最佳電視劇編劇·辦公室瘋雲 (美國電視劇)
- 2007年, 2004年, 2003年, ...英國學術電視獎最佳喜劇表演
- 2008年 衛星獎最佳音樂及喜劇類電影男主角
- 2004年, 2003 年, 2002 年 英國學術電視獎最佳情景喜劇· 辦公室風雲
- 2004年 金球獎最佳音樂及喜劇類電視劇男主角· 辦公室風雲
- 2004年 電視評論家協會獎喜劇類最佳個人成就·辦公室風雲

## 訪談
- Time Magazine (2008). Renaissance Man: Ricky Gervais （页面存档备份，存于） by Joel Stein
- The Independent, et al. (2005). Ricky Gervais: My life as a pure superstar （页面存档备份，存于）
- The Guardian Newspaper, et al. (2005). "Second Coming" （页面存档备份，存于） by Tim Adams
- Gervais' video interview on Big Think （页面存档备份，存于）
- Video interview & acceptance speech of Ricky Gervais winning Sir Peter Ustinov Award for Comedy @2010 Banff World TV Festival （页面存档备份，存于）

## 外部連結
- Ricky Gervais  官方网站
- 瑞吉·葛文在互联网电影资料库（IMDb）上的資料（英文）
- 烂蕃茄上的Ricky Gervais